# Brygada piechoty zmotoryzowanej
Brygada piechoty zmotoryzowanej – najmniejszy ogólnowojskowy związek taktyczny występujący w wielu armiach jako podstawowa jednostka organizacyjna wojsk lądowych.
Przeznaczona jest do prowadzenia wszelkiego rodzaju działań bojowych, odznaczając się dużą samodzielnością w walce. Składa się zazwyczaj z 2-3 batalionów piechoty zmotoryzowanej, batalionu czołgów, dywizjonu artylerii, kompanii przeciwpancernej, pododdziałów zabezpieczenia bojowego oraz pododdziałów zapewniających dowodzenie, zaopatrzenie i obsługę. Jako samodzielna jednostka organizacyjna wchodzi w skład dywizji. Wyposażenie składa się głównie z transporterów opancerzonych i samochodów terenowych. 
Pierwsze brygady piechoty zmotoryzowanej powstały w latach 30. XX w.